# 劉興治 (明朝)
劉興治（?—1631年），又名劉五。原籍遼東，明末軍事人物。
與劉興沛、劉興祚、劉興基、劉興梁、劉興賢、劉興邦等七兄弟（劉興沛、劉興邦非親兄弟）長期守遼東，排行第五，又名劉五。開原城被建州首領努爾哈赤攻破，劉氏兄弟全部投降後金，後來與其兄劉興祚反正歸明，劉興治前往寧遠投奔袁崇煥。
後來於是袁崇煥殺毛文龍時，由於劉興治支持袁崇煥，故「左右無譁者」。崇禎三年（1630年）四月十二日，劉興治接受後金皇太极的招降，暗中准备再次叛逃後金。當時因其兄弟刘兴祚战死殉國，朝廷懷疑刘兴祚再假死叛投後金而未与抚恤，他气愤不平，迁怒代署皮岛诸务的陈继盛有意不奏报。平时两人不睦，此时遂动杀机，借祭祀刘兴祚，设计将陳繼盛及欽差通判劉應鶴等百餘人殺死。事後日夜趕造護甲，「養夷八百，造甲製銃，便四顧無忌，小霸自雄」，迎其兄劉興沛於長山島。日後劉興治向明廷還歸皮島，陞副總，暗中卻與後金皇太極勾結，欲再投後金。崇禎四年（1631年）登萊總兵黃龍平皮島之亂，沈世魁將劉興治殺死。八月二十一日，登萊巡撫孫元化將劉興治、劉興梁首級解送到京，傳首九邊。